# Jon Chol-ho
Jon Chol-ho (전철호?; 7 aprile 1969) è un ex sollevatore nordcoreano medagliato olimpico e mondiale che ha gareggiato nelle categorie dei pesi medi (fino a 75/76/77 kg.) e dei pesi massimi leggeri (fino a 82,5 kg.).
Ha partecipato a tre edizioni dei Giochi Olimpici.

## Carriera
Jon Chol-ho, allora ventenne, vinse la medaglia di bronzo nella categoria fino a 75 kg. ai Campionati mondiali di Atene 1989 con 355 kg. nel totale, alle spalle del sovietico di origine turkmena Altymyrat Orazdurdyýew (362,5 kg.) e del cubano Pablo Lara-Rodríguez (357,5 kg.).
L'anno seguente vinse la medaglia d'oro ai Giochi Asiatici di Pechino.
Nel 1992 partecipò alle Olimpiadi di Barcellona passando alla categoria superiore dei pesi massimi leggeri e terminando la gara olimpica al 4º posto finale con 365 kg. nel totale.
Quattro anni dopo si presentò alle Olimpiadi di Atlanta 1996, dopo essere tornato alla categoria dei pesi medi, il cui limite era stato nel frattempo elevato a 76 kg., riuscendo questa volta a conquistare il podio olimpico, avendo concluso la gara al 3º posto finale con 357,5 kg. nel totale ed ottenendo pertanto la medaglia di bronzo dietro a Pablo Lara-Rodríguez (367,5 kg.) ed al bulgaro Joto Jotov (360 kg.). Jon Chol-ho realizzò nell'occasione lo stesso risultato nel totale del greco Viktōr Mītrou ma si aggiudicò il bronzo grazie al suo peso corporeo di 200 grammi inferiore a quello del greco.
Nel 2000 Jon Chol-ho, sempre nella categoria dei pesi medi (fino a 77 kg.), prese parte anche alle Olimpiadi di Sydney, terminando al 6º posto finale con 352,5 kg. nel totale.